# Festival international du film Super 8 du Québec
Le Festival international du film Super 8 du Québec est un festival de cinéma dédié au format super 8 et organisé par l'Association pour le jeune Cinéma québécois de 1980 à 1986. En 1987, il a pris le nom de Festival international du film super 8 et de la vidéo et de Festival international du jeune cinéma en 1988.

## Historique
Le festival est organisé par l'Association pour le jeune cinéma québécois et a lieu pour la première fois en 1980 alors que l'Association prend un virage super 8 afin de favoriser la production indépendante. Le festival est né d'une fusion avec le Festival intercollégial du film super 8 organisé en 1978 et 1979 par le Cégep Ahuntsic. La première édition a eu lieu du 9 au 11 février 1980 à la Bibliothèque nationale (Pavillon Saint-Sulpice), à Montréal. Lors de cette édition, 66 films étaient en compétition dans trois grandes catégories : collégiale, national et international. Les 2e et 3e éditions ont lieu à la salle Marie-Gérin-Lajoie de l'UQAM. À partir de 1983, le festival s'installe à la Cinémathèque québécoise.

## Prix décernés
Lors de la première édition, 15 prix d'une valeur de 4100$ sont remis.

## Éditions

### 1980
9 au 11 février à la Bibliothèque nationale du Québec (Bibliothèque Saint-Sulpice).
Direction : Jacques Kirouac / Coordination et programmation: Jean Hamel et Denis Laplante

#### Composition du jury[3]
- Michèle Renaud
- Romano Fattorossi
- Vincent Tolédano
- Pierre Jutras
- Jean-Pierre Tadros

### 1983
22 au 27 février à la Cinémathèque québécoise

#### Lauréats[4]
Intercollégial
- Premier prix : Les merveilleux voyages d'Henri Wilbrod L'Espérance, de Stéphane Lestage
- Deuxième prix : La bourse ou l'avis, de Pierre Rannou
- Mention spéciale : Mirage, de Guylain Prince et Éric Primeau

National
- Premier prix : Roman sur les rails, de Mathieu Duncan
- Deuxième prix : Bleu rouille, de Claire Rousseau
- Mention spéciale : Dédicace, de Marie Brazeau et Le jardin (du Paradis), de Raphaël Bendahan

International
- Premier prix, ex æquo : Celebrity, de Martin Fischer et Butterfly, de Marietta Perez
- Deuxième prix, ex æquo : Le jardin (du Paradis), de Raphaël Bendahan et Saudade, de Ponto de Andrade et Crescenti Neto
- Mention pour la photographie : Higher Ground, de David Fortney

### 1984
21 au 26 février à la Cinémathèque québécoise

#### Lauréats[5]
Intercollégial
- Premier prix : Modern Love, de Mario Bellemare
- Deuxième prix : Sortie, de Jean-François Pichette

National
- Premier prix : The Next Day 8:46 a.m., de Robert Mondoux
- Deuxième prix : By the Fireside, de Daniel Famery et Richard Cuillerier
- Mention  d'écriture  cinématographique : Neurosis, de Luis Furtado

International
- Premier prix, ex æquo : Blue Tropical, de Poli  Marichal et Persona non grata, de Christoph  Doering
- Deuxième prix, ex æquo : Brejnev Rap, de Knut Hoffmeister et Les sorties de Charlerine Dupas de Joseph Morder
- Mention pour la qualité de l'image : I Ran (So Far Away), de Alessandra Mach
- Mention  d'écriture  cinématographique : Silence dans la nuit, de Pierre Jodoin et Christine Lalande et Sortie, de Jean-François Pichette
- Mention spéciale : Life and Death of Joe Soap, de Lewis Cooper

## Lieux de projection
- Bibliothèque Saint-Sulpice ;
- Cinémathèque québécoise ;
- Université du Québec à Montréal (UQAM) ;